# Schlief ein goldnes Wölkchen
„Schlief ein goldnes Wölkchen“ (russisch Ночевала тучка золотая, Transliteration Nočevala tučka zolotaja) ist ein Roman des russischen Schriftstellers Anatoli Pristawkin.
Das im Jahr 1987 veröffentlichte Buch wurde zum Bestseller, in alle europäischen Sprachen übersetzt, erhielt 1988 einen Staatspreis und wurde später zur Pflichtlektüre an russischen Schulen. Der Roman wurde 1989 von Sulambek Mamilov unter dem Titel Nochevala tuchka zolotaya... (Children of Storm) verfilmt.
Pristawkin musste den Roman, dessen Titel dem Gedicht Lermontows Der Felsen  entstammt, insgeheim schreiben. Eine Veröffentlichung war erst zur Zeit der Perestroika möglich. Pristawkin beschreibt in diesem autobiographischen Roman das harte Leben russischer Waisenhauskinder während des Zweiten Weltkrieges und ihr verhängnisvolles Schicksal in Tschetschenien, wohin die Kinder in dieser Zeit zwangsweise verschickt wurden.

## Handlung
Die Kusmin-Zwillinge leben 1944 in einem Waisenhaus in der Nähe Moskaus. Die beiden sind unzertrennlich und während Saschka der klügere Kopf ist und Ideen entwickelt, um in den schwierigen Zeiten zu überleben, ist Kolka der pragmatischere und kümmert sich um den praktischen Teil, die Umsetzung dieser Ideen.
Der Hunger ist allgegenwärtig, da der Heimleiter die für die Heimkinder gedachten schmalen Rationen auch noch veruntreut. So versuchen die beiden über einen selbst gegrabenen Stollen in den Brotschneideraum zu gelangen. Der Stollen wird kurz vor Vollendung entdeckt, als er einstürzt. Ihnen droht nun Ärger, da Saschkas Schultasche noch im Stollen liegt. So melden sie sich freiwillig für die Reise in den Kaukasus. Keiner weiß, wie es dort ist und es existieren nur vage Vorstellungen von dem, was sie dort erwartet, aber den Kindern wird ein sorgloses Dasein in den fruchtbaren und satten Gebieten des Kaukasus versprochen, um die Heime rund um Moskau zu entlasten.
So machen sich etwa 500 Heimkinder auf den Weg, um – wie sie nicht wissen – in den tschetschenischen Dörfern zu leben, deren Bewohner gerade wegen angeblicher Kollaboration mit den Deutschen vertrieben wurden. Wie sich später herausstellt, sind sie auf ihrer Reise in Kuban einem solchen Zug begegnet – überfüllte Viehwaggons mit durstenden, um Wasser bettelnden Fremden.
Die Kusmin-Zwillinge arbeiten mit den anderen Kindern in einer Konservenfabrik und sind vor allem damit beschäftigt, Vorräte anzulegen und aus dem Werk in ihre Unterkunft zu schleppen. Sie gehen dabei wesentlich umsichtiger und trickreicher vor als die anderen und nur Regina Petrowna, eine der Betreuerinnen, die die Zwillinge ins Herz geschlossen hat, durchschaut sie. Trotzdem kümmert sie sich um die Kusmins. Und auch die Zwillinge lieben Regina Petrowna. Alles scheint gut.
Doch schon bald wird aus dem Paradies die Hölle: Tschetschenische Rebellen haben sich in den Bergen versteckt und gehen mit aller Grausamkeit gegen die ungebetenen Eindringlinge vor, um sie aus ihren Häusern zu vertreiben.
Saschka und Kolka geraten nach einem ihrer schönsten Abende – sie feiern ihren Geburtstag in der Unterkunft Regina Petrownas – in ein solches Scharmützel und verlieren sich auf der Flucht in einem Maisfeld. Als Kolka am nächsten Tag Saschka wiederfindet, hängt dieser tot aufgespießt auf Zaunpfählen, den Bauch aufgeschlitzt und vollgestopft mit Maiskolben. Kolka ist starr vor Entsetzen und ohne seinen Zwilling nicht sofort zu einer Handlung fähig. Er muss jetzt den Teil, den sonst Saschka ausfüllte mit übernehmen. Als ihn jemand nach seinem Zwillingsbruder fragt, antwortet er verwirrt: „Ich bin beide.“

„Du hast immer schneller begriffen als ich, und dein Kopf hat alles schneller verdaut. Ich war deine Hände und Füße im Leben, so war’s nun mal eingeteilt bei uns, und du warst mein Kopf. Jetzt haben sie uns den Kopf abgeschnitten und nur die Hände und Füße übriggelassen. Warum bloß?“

Er flüchtet zuerst ins inzwischen niedergebrannte und verlassene Waisenhaus – auch Regina Petrowna ist verschwunden – kehrt aber um und nimmt Saschka ab, um den Leichnam, im Radkasten eines Zuges verstaut, von hier fortzubringen. Kolka trifft im Waisenhaus den verängstigten tschetschenischen Jungen Alchusur, der ihm das Leben rettet, als er ihn nicht an die Tschetschenen verrät. Kolka erklärt Alchusur, dass er jetzt Saschka wäre. Sie sind ab jetzt die Kusmin-Zwillinge und als die Heimkinder woanders hingebracht werden, fährt Alchusur als Saschka mit. Von Alchusur erst erfährt Kolka, worum die in die Viehwaggons gepferchten Fremden gebettelt hatten: „Hi! Hi! Hi!“, riefen diese, was „Wasser! Wasser! Wasser!“ bedeutete.
Regina Petrowna sucht inzwischen die Kusmins und trifft Kolka schließlich kurz vor Abfahrt am Zug. Als sie ihn bange nach Saschka befragt, weicht er aus. Kolka vermag es nicht, ihr von Saschkas Tod zu erzählen und sagt nur, dass er fortgefahren sei, weit weg. Regina Petrowna ist erleichtert, da sie glaubt, dass Saschka noch lebe.

## Gedicht „Der Felsen“ von Michail Lermontow
Das titelgebende Gedicht hört Saschka zum ersten Mal im Unterricht im Waisenhaus und ist tief bewegt. Er erzählt Kolka davon bei den Ausschachtarbeiten am Brotraum. Kolka erinnert sich wieder an das Gedicht, als er seinen Bruder verloren hat. An dieser Stelle wird es von Pristawkin zitiert:

„Schlief ein goldnes Wölkchen unter Sternen 

An des Felsenriesen Brust geborgen, 

Schwebte fröhlich fort am frühen Morgen 

Übers Meer, zu blauen Himmelsfernen. 

Doch ein Schimmer schien von ihm geblieben 

In des Felsen Furchen, feucht wie Tränen, 

Die der Alte, einsam nun, voll Sehnen 

Weint um sie, die jäh der Wind vertrieben.“